# 5414 Соколов
5414 Соколов (5414 Sokolov) — астероїд головного поясу, відкритий 11 вересня 1977 року.
Тіссеранів параметр щодо Юпітера — 3,285.